# Fruerlundhof

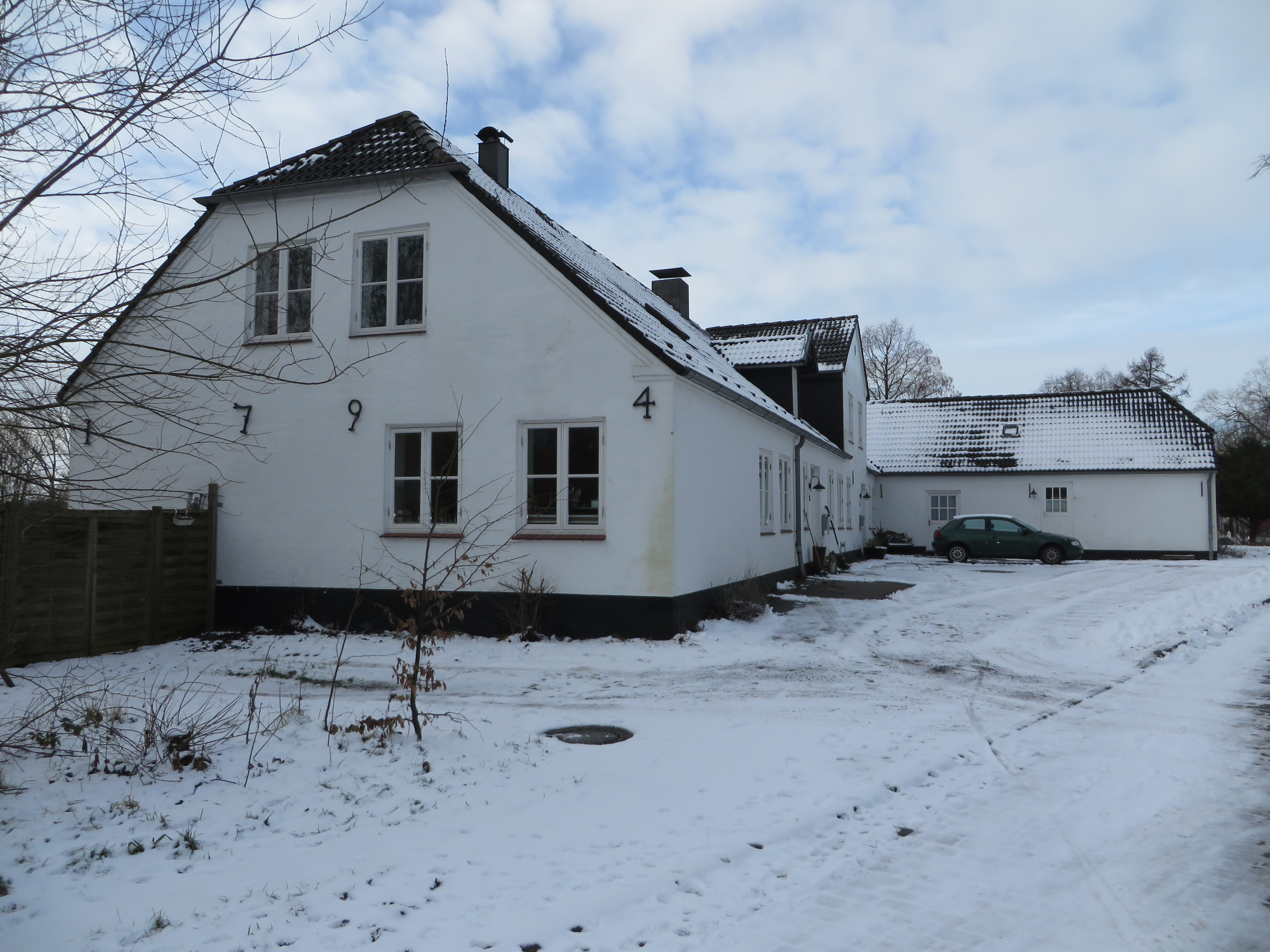
Alt-Fruerlundhof 4–8 im Schnee

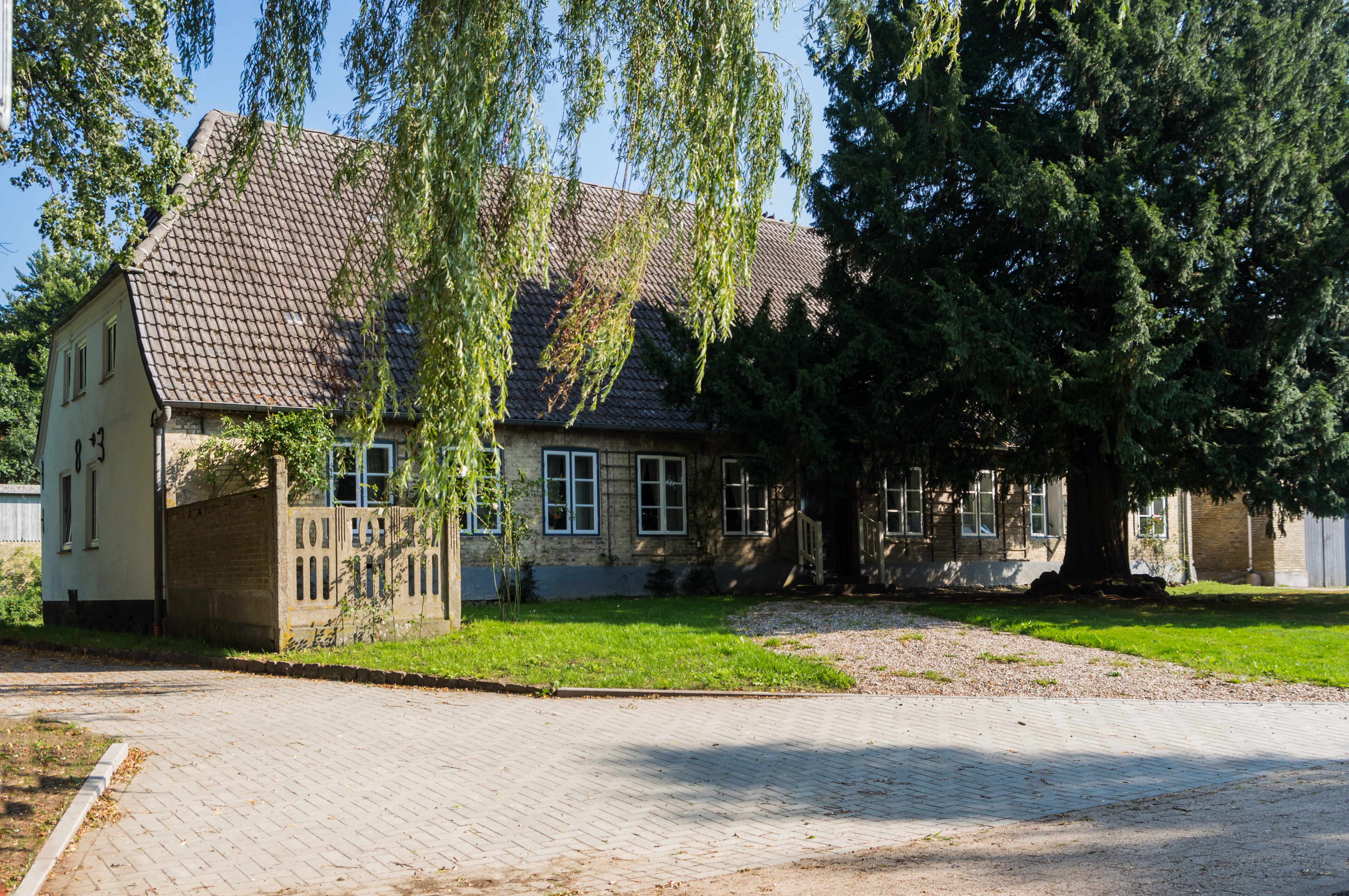
Wohnhaus Alt-Fruerlundhof 1

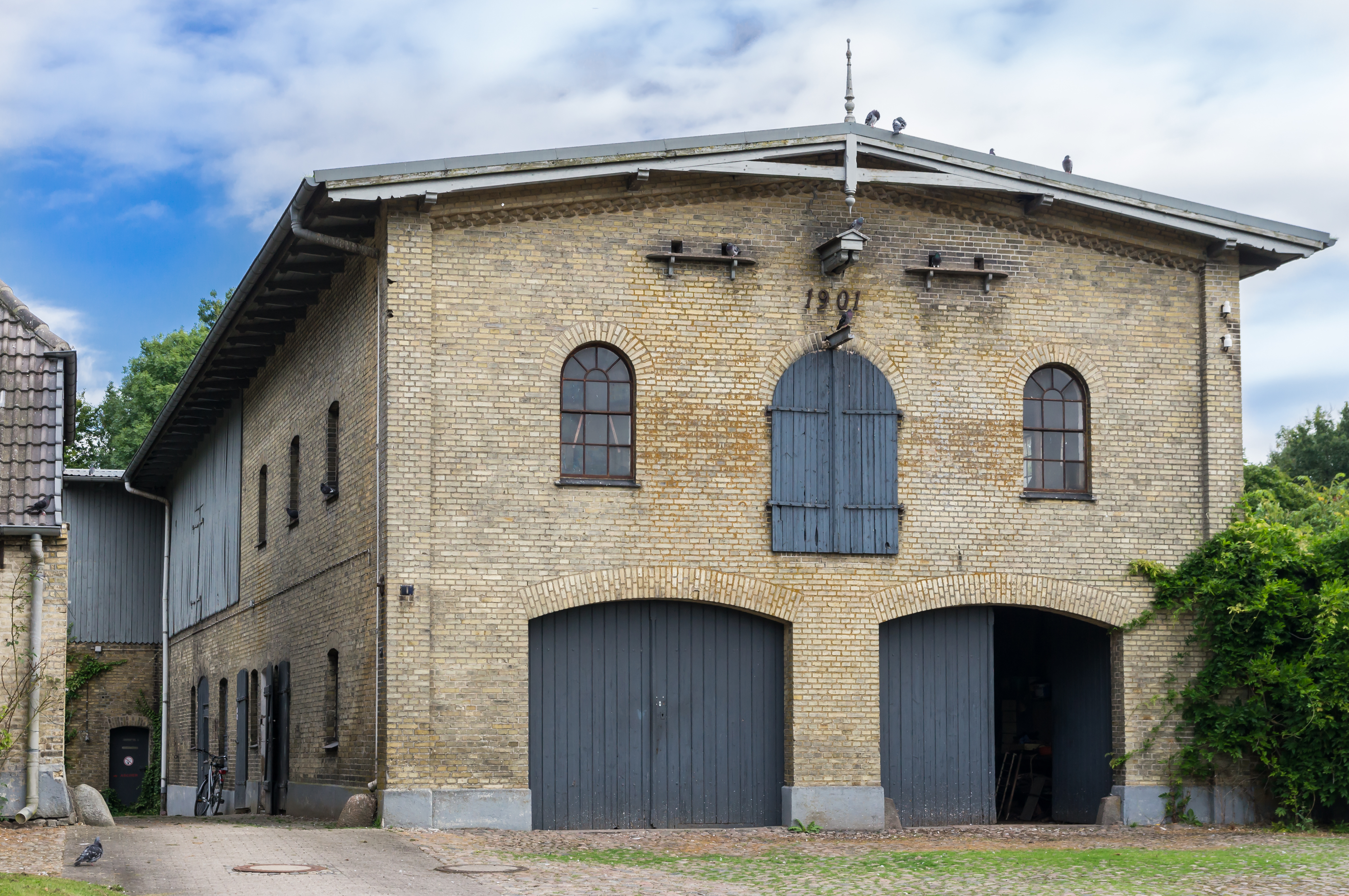
Wirtschaftsgebäude von 1901

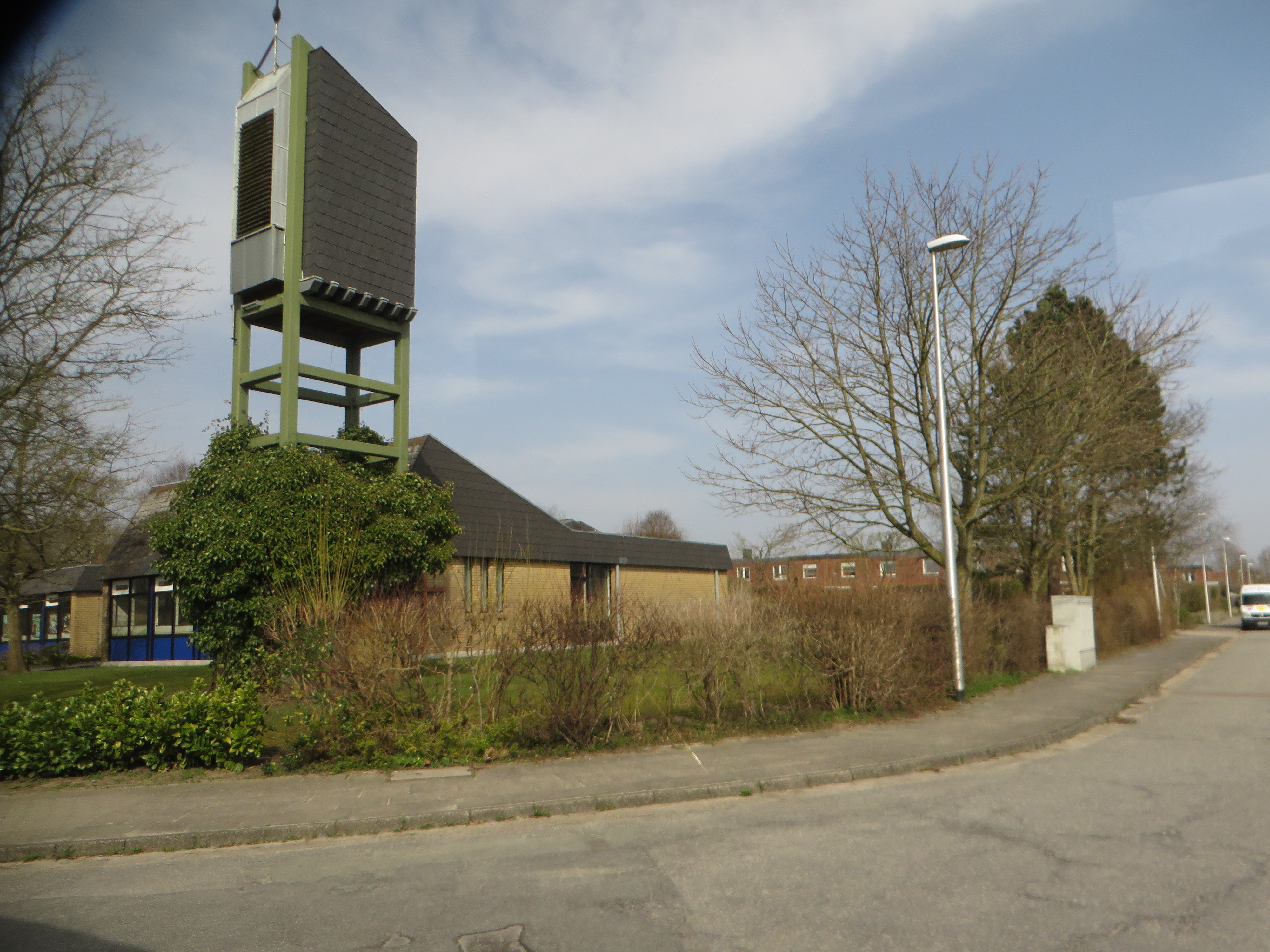
Gemeindezentrum Fruerlund

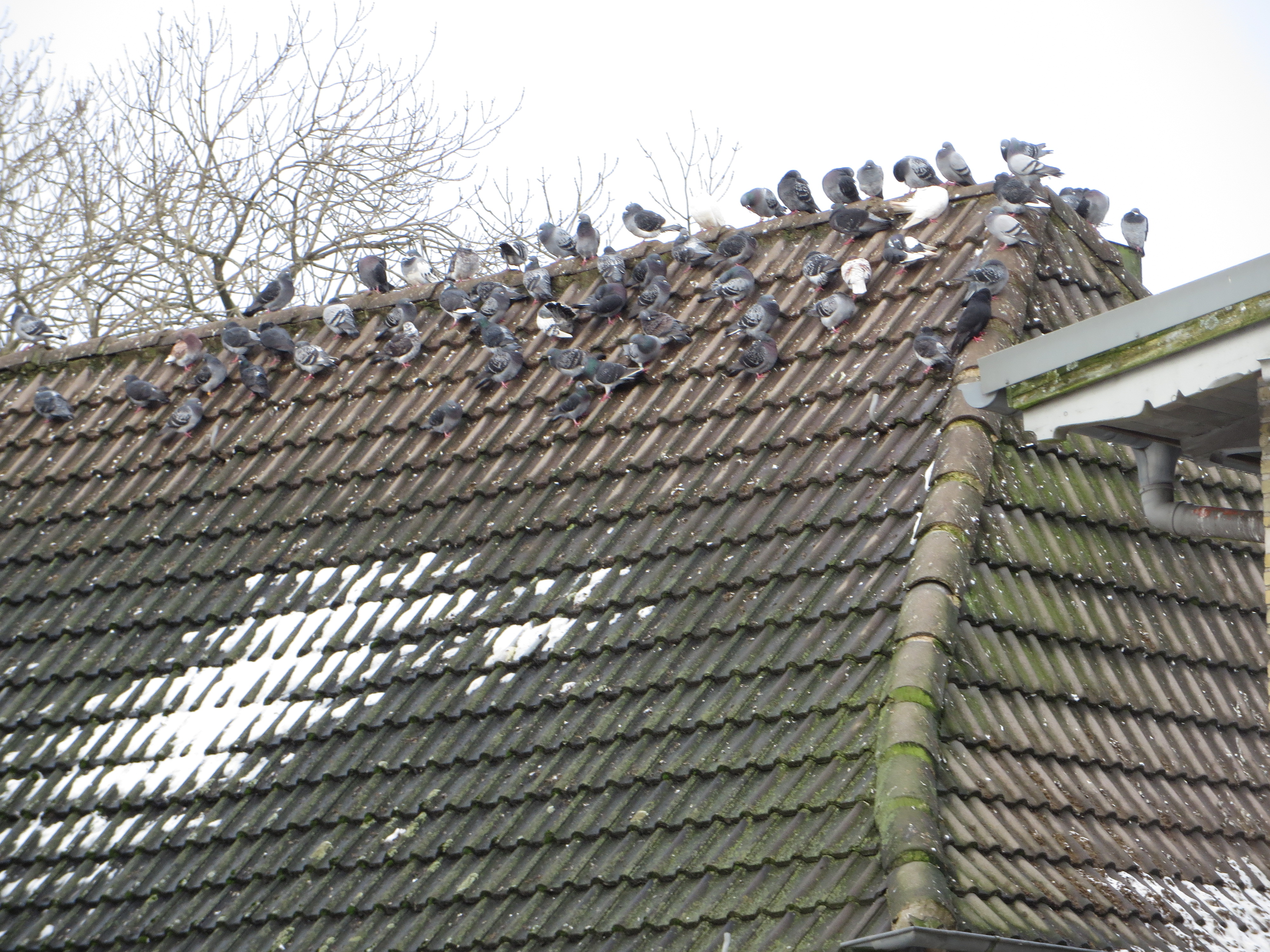
Die ehemals zahlreichen Tauben von Fruerlundhof (Januar 2015)

Fruerlundhof (auch: Fruerlund-Hof; dänisch ebenfalls Fruerlundgård) ist der Name eines Gebietes im Flensburger Stadtteil Fruerlund. Die alten Gebäude von Fruerlundhof gehören zu den Kulturdenkmalen des Stadtteils Fruerlund.

## Lage
Fruerlundhof besteht heute im engeren Sinne aus den Straßenbereichen Fruerlundhof und Alt-Fruerlundhof sowie dem unmittelbar südöstlich angrenzenden Stadtbereich. Darüber hinaus gehören auch die nördlichen Straßenbereiche bis Fruerlundholz zum gleichnamigen Stadtbezirk Fruerlundhof (teilweise abgekürzt: Hof). Direkt südlich von Alt-Fruerlundhof schließt sich das Gebiet Fruerlundmühle an.

## Geschichte
Irgendwann im Hochmittelalter oder erst Spätmittelalter entstand durch eine Adelbyer Aussiedlung ein Fruerlunder Einzelhof, vermutlich direkt im Bereich des heutigen Alt-Fruerlundhof. Die Besitzer von Fruerlundhof (beziehungsweise Alt-Fruerlundhof) sind seit dem Jahr 1468 fast durchgehend überliefert. 1742 erwarb der Hufner Peter Iwersen (1702–1747) den besagten landwirtschaftlichen Betrieb auf einer öffentlichen Auktion. Der Hof blieb seitdem über Generationen im Familienbesitz. Aus dem Jahrhundert der Hofübername durch die Familie Iwersen blieb der Hofanlagenüberrest Alt-Fruerlundhof 4–8 bis heute erhalten. Dieser besteht heute noch aus einem Wohnhaus, an dessen östlicher Giebelseite die Jahreszahlen 1794 angebracht sind, sowie einem westlich gelegenen Stallflügel. Im Jahr 1832 errichtete Hans Iwersen (1779–1862) das heute noch erhaltene Wohnhaus mit der Adresse Alt-Fruerlundhof Nr. 1. Das danebenliegende Wirtschaftsgebäude (mit selbiger Adresse) stammt aus dem Jahr 1901.
Anfang des 20. Jahrhunderts gehörten große Flächen Fruerlunds der Familien Iversen und der Twedter Landwirtsfamilie Jost. 1910 wurde Fruerlundhof als Teil von Fruerlund nach Flensburg eingemeindet. Nach dem Zweiten Weltkrieg stieg die Stadtbevölkerung Flensburgs durch den Zuzug von Flüchtlingen erheblich. In Fruerlund wurde in Folge sehr viel neuer Wohnraum geschaffen. Alt-Fruerlundhof, mit den zwei Fruerlunder Höfen, blieb bewusst als ein Element des neuen gestalteten Stadtteils erhalten. Offenbar wurde schließlich ab Mitte der 1970er Jahre auch die Fläche nordöstlich des ursprünglichen Fruerlundhofs bebaut. Die dortige Straße erhielt sodann den Namen Fruerlundhof.
Anfang der 1980er Jahre wurde dort die evangelisch-lutherische Kirchengemeinde eingerichtet. Der offenbar zeitgleich errichtete Kirchengebäudekomplex mit der Adresse Fruerlundhof 1 (Lage) besteht aus einem modernen Gemeindezentrum, einem Glockenturm sowie dem zugehörigen Jugendzentrum Alsterbogen. Der Gemeindesaal mit Altar, Kanzel, Taufbecken, Lesepult sowie einer digitalen Orgel, für die Gottesdienste der Gemeinde, wurde durch den Künstler Uwe Appold ausgestaltet. Im Jahr 2004 zählte die Kirchengemeinde rund 3700 Gemeindeglieder. 2017, nachdem weitere Wohnhäuser im Fruerlundhofer Gebiet entstanden waren, zählte die Kirchengemeinde schon ungefähr 6000 Gemeindemitglieder. Wie in allen Kirchengemeinden traten auch hier in den Folgejahren zahlreiche Mitglieder aus. Die Straße der ursprünglichen Siedlung Fruerlundhof, mit den zwei Höfen, erhielt am 3. Juli 1980 offiziell den Namen Alt-Fruerlundhof.
Zuletzt wuchs die Wohnbebauung Fruerlundhofs noch erheblich im Bereich Hestoft. Ein breiter Grünstreifen von Fruerlundhof an der Osttangente entwickelte sich dabei zu einer Bebauungsgrenze. Der besagte Grünstreifen schließt sich dem Grünkorridor des Lautrupsbachs an und reicht bis zum Osbektal. Auf Grund der hufeisenähnlichen Gesamtgestalt des erhaltengebliebenen grünen Naturraums, der grob betrachtet aus dem Lautrupsbachtal, dem besagten Grünstreifen von Fruerlundhof sowie dem Osbektal besteht, erhielt dieser den Namen Grünes Hufeisen. Das Grüne Hufeisen dient seit 2014 als ein innerstädtischer Wanderweg vom Flensburger Hafen bis nach Sonwik. Die Busanbindung durch die Linie 5, die zum Ende der 1980er Jahre nur bis zum Alsterbogen reichte, wurde offenbar in den 90er Jahren oder den ersten 2000er Jahren, in Folge des Stadtwachstums, bis nach Hestoft weitergeführt. Ende 2013 wurde die Linie 5 schließlich zu einer Ringlinie, die den Flensburger Campus einschließt, erweitert.
Im selben Jahr 2013 starb Hans Christian Iwersen, der als letztes den Hof Alt-Fruerlundhof Nr. 1 bewirtschaftet hatte. Vor seinem Tod hatte er mit seiner Schwester die Stiftung Alt-Fruerlundhof 1 eingerichtet, um dort altersgerechtes Wohnen zu ermöglichen. Doch die Pläne gerieten bald darauf auf Grund fehlender Investoren ins Stocken. Kurz darauf, im Jahr 2015, geriet Alt-Fruerlundhof in die Schlagzeilen. Das Ausbleiben der fehlenden regelmäßigen Taubenfütterungen des alten Iwersen führte dazu, dass dort zahlreiche verwilderte Tauben zeitweise herrenlos herumflogen. Seit 2020 gibt es Pläne für eine Wohnbebauung der Flächen von Alt-Fruerlundhof, bei der mehr als 100 Wohneinheiten entstehen würden. Das Vorhaben erntete viel Kritik von Anwohnern die insbesondere auf den Naturschutz und die fehlende Verkehrsplanung hinwiesen. 2025, zehn Jahre nach dem Tod der Stifter, verwahrlost der Hof weiter und eine Bebauung wurde nicht beantragt oder abgestimmt. 